# Castle Freak
Castle Freak es una película de terror de 1995 dirigida por Stuart Gordon y basada en el relato El extraño de H. P. Lovecraft. Protagonizada por Jeffrey Combs como John Reilly, Barbara Crampton como Susan Reilly, Jonathan Fuller como Giorgio D'Orsino y Jessica Dollarhide como Rebecca Reilly.

## Argumento
En el castillo de D'Orsino vive la Duquesa D'Orsino, la cual tiene a su hijo deforme Giorgio (Jonathan Fuller) preso en el sótano. La duquesa muere y el castillo es heredado por John Reilly (Jeffrey Combs), el cual se muda al lugar con su esposa Susan (Barbara Crampton) y su hija Rebecca (Jessica Dollarhide) la cual es ciega y por dicha razón John tiene problemas con su esposa Susan, ya que ella lo culpa del accidente donde murió su hijo y donde perdió la vista su hija Rebecca. Giorgio escapa del sótano y  ronda los pasillos del castillo asesinando a personas que se adentran al lugar, al descubrir esto la familia Reilly tendrá que tratar de salir con vida del castillo.

## Reparto
- Jeffrey Combs como John Reilly, el padre.
- Barbara Crampton como Susan Reilly, la madre.
- Jonathan Fuller como Giorgio D'Orsino, el monstruo.
- Jessica Dollarhide como Rebecca Reilly, la chica ciega.
- Massimo Sarchielli como Giannetti, el abogado.
- Elisabeth Kaza como Agnese, la sirviente.
- Luca Zingaretti como Forte, el policía.
- Helen Stirling como Duquesa D'Orsino, la anciana fallecida.
- Alessandro Sebastian Satta como JJ, el hijo fallecido.
- Raffaella Offidani como Sylvana, la mujer que engañó a la esposa de John y que no habla inglés.
- Marco Stefanelli como Benedetti.
- Tunny Piras como Grimaldi.
- Rolando Cortegiani como Tonio.